# Jordan Connor
Jordan Connor Yuen (nacido el 17 de septiembre de 1991) es un actor canadiense. Interpreta a Sweet Pea en la serie de televisión Riverdale. También ha aparecido en Looking for Alaska y Hospital Show.

## Primeros años
Connor nació en Calgary pero se mudó a Vancouver cuando tenía dos años. Creció en Delta, ubicado en el área de Gran Vancouver. El padre de Connor nació en Canadá y es principalmente de ascendencia china, mezclado con vietnamita, tailandés, indonesio, samoano y más. Su madre es de Croacia. Según una prueba de ADN que hizo, también proviene de raíces de Europa del Este, España, Grecia, Italia, Alemania y los nativos americanos. Tiene un hermano llamado Brad, y una hermana llamada Nicole.
Connor dijo que sabía que quería ser actor desde que tenía entre 10 y 11 años. Connor asistió a Sands Secondary School donde hizo teatro y jugó al fútbol. Su primera actuación fue en la producción de su escuela de "Guys and Dolls". Después de recibir una beca de fútbol para la Universidad de Columbia Británica, Connor dejó de actuar para centrarse en el fútbol mientras estudiaba arquitectura. Durante un juego al final de su segundo año, Connor se rompió la pierna cuando fue abordado, poniendo fin a su carrera futbolística. Connor, postrado en cama e incapaz de caminar durante tres meses, se deprimió. Después de que su pierna sanara, Connor encontró trabajo como especialista cuando el programa  Hellcats  llegó a su equipo de fútbol en busca de especialistas. Al redescubrir su amor por la actuación en el set, Connor continuó haciendo acrobacias y trabajo de fondo durante aproximadamente un año.
Finalmente, Connor dejó la universidad para dedicarse a la actuación más en serio. Comenzó a entrenar como actor en el Railtown Actors Studio en Vancouver. Mientras entrenaba de forma intermitente durante cinco años, Connor reservó piezas pequeñas y también trabajó en otros trabajos, incluido el de barman en un restaurante, trabajando para un empresa de marketing y venta de teléfonos móviles. También era dueño de una compañía de teatro con amigos.

## Carrera
El gran papel de Connor fue el de Sweet Pea en la serie de televisión Riverdale. Connor había hecho una audición para otros personajes como Joaquin y Reggie antes de leer para Sweet Pea. Presentado por primera vez en la segunda temporada del programa (que se estrenó en octubre de 2017), originalmente se suponía que Connor solo tendría cuatro episodios, pero su papel se expandió más tarde a un papel recurrente.
En marzo de 2019, Connor interpretó a Kevin en Looking for Alaska, una adaptación de la miniserie de la novela de John Green. La serie fue lanzada el 18 de octubre de 2019. En 2019, Connor apareció en Hospital Show, una serie web de comedia de 10 partes que se estrenó en YouTube el 10 de octubre de 2019. En abril de 2020, Connor fue uno de los concursantes famosos en el primer episodio de RuPaul's Secret Celebrity Drag Race. Compitiendo contra Jermaine Fowler y Nico Tortorella, Connor ganó el episodio, ganando $30,000 para su organización benéfica de elección, Cystic Fibrosis Canada. En agosto de 2020, se anunció que Connor se había unido al elenco de la serie dramática médica canadiense Nurses para su segunda temporada.

## Vida personal
Connor y su pareja de muchos años, Jinjara Mitchell, se comprometieron el 22 de septiembre de 2018.

## Filmografía

### Películas
| Año  | Título              | Papel           | Notas        | Ref.   |
| ---- | ------------------- | --------------- | ------------ | ------ |
| 2013 | Fighting Free       | Adam            | Cortometraje | [ 13 ] |
| 2013 | Never Gonna Let You |                 | Cortometraje | [ 13 ] |
| 2013 | Destroyer           | Hockey Player   | Cortometraje | [ 13 ] |
| 2014 | What an Idiot       | Office Guy      |              | [ 13 ] |
| 2014 | The Cover-Up        | Drunk Party Guy |              | [ 13 ] |
| 2016 | Plan B              | Louis           | Cortometraje | [ 13 ] |

### Televisión
| Año       | Título                              | Papel                      | Notas             | Ref.   |
| --------- | ----------------------------------- | -------------------------- | ----------------- | ------ |
| 2013      | Supernatural                        | Demon Sam                  | 1 episodio        | [ 13 ] |
| 2013      | The Tomorrow People                 | David                      | 1 episodio        | [ 13 ] |
| 2014      | Ivy Tower                           | Ricky Brigola              | 2 episodios       | [ 13 ] |
| 2015      | Backstrom                           | Stan Park                  | 1 episodio        | [ 13 ] |
| 2016      | Lucifer                             | Stoner Leroy               | 1 episodio        | [ 13 ] |
| 2016      | No Tomorrow                         | Champagne Boy              | 1 episodio        | [ 13 ] |
| 2017      | You Me Her                          | Caleb                      | 1 episodio        | [ 13 ] |
| 2017–2021 | Riverdale                           | Sweet Pea                  |                   | [ 7 ]  |
| 2019      | Hospital Show                       | Vince                      |                   | [ 10 ] |
| 2019      | Looking for Alaska                  | Kevin                      |                   | [ 8 ]  |
| 2020      | RuPaul's Secret Celebrity Drag Race | Himself / Babykins La Roux | Invitado especial | [ 11 ] |
| TBA       | Nurses                              | Matteo                     |                   | [ 12 ] |

### Videos musicales
| Año  | Título   | Artista     | Ref.   |
| ---- | -------- | ----------- | ------ |
| 2019 | "Vessel" | Royal       | [ 13 ] |
| 2019 | "Shoes"  | Mina Tobias | [ 13 ] |